# روبن موران
روبن موران (اسپانیایی: Rubén Morán‎; ۶ اوت ۱۹۳۰ – ۳ ژانویهٔ ۱۹۷۸) بازیکن فوتبال اهل اروگوئه بود.
از باشگاه‌هایی که در آن بازی کرده‌است می‌توان به باشگاه ورزشی دفنسور اشاره کرد. وی به‌همراه تیم ملی فوتبال اروگوئه قهرمان جام جهانی فوتبال ۱۹۵۰ شده است.